# Женски одбојкашки клуб АЕК
Женски одбојкашки клуб АЕК женска је одбојкашка секција главног грчког мултиспортског клуба АЕК-а. Клуб је основан 1995. године и освојио је једно грчко Првенство (2011–12), један грчки Куп (2022–23) и један грчки Суперкуп (2011–12).
11. марта 2023. клуб је освојио први Грчки куп против Панатинаикоса у Арти. Ово је била трећа национална титула највишег ранга за женску секцију.

## Историја
Женски одбојкашки клуб је основан 1930. године и распуштен после неколико година. Поново је основан 1995. године, након спајања са групом Алсуполис (Alsoupolis group) и први пут је учествовао на локалном првенству Атине. Првих година, одбојкашка одељења АЕК-а су била смештена у затвореној Леонтиос хали у Патисији, а од 1989. у историјској дворани Георгиос Мосос.
Клуб је постепено напредовао у А1 Етники. Ипак, није била добро припремљена за учешће у првој професионалној дивизији и испала је.
У сезони 2003–04 клуб се такмичио у другој професионалној лиги. Клуб је унапређен у А1 Етники након победе у другој професионалној лиги 2005–06.
У сезони 2011–12, АЕК је први пут у својој историји освојио А1 Етники против Панатинаикоса. Такође су освојили грчки Суперкуп 2011–12 против Олимпијакоса.

### Недавне сезоне
| Сезона  | Дивизија   | Место | Напомене          |
| ------- | ---------- | ----- | ----------------- |
| 2002–03 | A1 Ethniki | 11.   | Избачен у A2      |
| 2006–07 | A1 Ethniki | 10.   |                   |
| 2007–08 | A1 Ethniki | 11.   | Избачен у A2      |
| 2009–10 | A2 Ethniki | 1.    | Унапређен у A1    |
| 2010–11 | A1 Ethniki | 3.    |                   |
| 2011–12 | A1 Ethniki | 1.    | Грчки Суперкуп    |
| 2012–13 | A1 Ethniki | 2.    |                   |
| 2013–14 | A1 Ethniki | 2.    |                   |
| 2014–15 | A1 Ethniki | 4.    |                   |
| 2015–16 | A1 Ethniki | 6.    |                   |
| 2016–17 | A1 Ethniki | 12.   | Избачен у Прелигу |
| 2017–18 | Pre League | 3.    |                   |
| 2018–19 | Pre League | 3.    |                   |
| 2019–20 | Pre League | 1.    | Унапређен у A1    |
| 2020–21 | A1 Ethniki | 3.    |                   |
| 2021–22 | A1 Ethniki | 6.    |                   |
| 2022–23 | A1 Ethniki | 4.    | Грчки Куп         |
| 2023–24 | A1 Ethniki | 3.    | Грчки Куп         |

## Почасти и титуле

### Домаћа такмичења
- А1 Етники
  -  Победници (1): 2011–12
  -  Другопласирани (2): 2012–13, 2013–14
- Грчки куп
  -  Победници (1): 2022–23
  -  Другопласирани (1): 2023–24
- Грчки суперкуп
  -  Победници (1): 2011–12
- Грчка прелига
  -  Победници (1): 2019–20

### Европска такмичења
- ЦЕВ женски челенџ куп
  - Четвртфинале (1): 2011–12

## Тим
Сезона 2024–2025
| 2024–2025 ТИМ | 2024–2025 ТИМ                | 2024–2025 ТИМ | 2024–2025 ТИМ | 2024–2025 ТИМ     |
| Број          | Играч                        | Позиција      | Висина (m)    | Датум рођења      |
| ------------- | ---------------------------- | ------------- | ------------- | ----------------- |
|               | Eva Chantava                 | Примач        | 1.88          | 26. октобар 1990. |
|               | Mara Rapti                   | Примач        | 1.77          | 30. октобар 1996. |
|               | Evangelia Toulgaridou        | Либеро        | 1.62          | 23. март 1998.    |
|               | Sara Sakradžija              | Примач        | 1.86          | 25. март 1994.    |
|               | Breana Edwards               | Примач        | 1.91          | 23. март 2000.    |
|               | Zoe Weatherington            | Коректор      | 1.88          | 7. децембар 2001. |
|               | Aki Momii                    | Техничар      | 1.76          | 7. октобар 2000.  |
|               | Anna Kalantatze              | Средњи блокер | 1.82          | 13. август 1997.  |
|               | Angeliki Kavvadia            | Средњи блокер | 1.88          | 17. фебруар 1994. |
|               | Ioanna-Lamprini Polynopoulou | Средњи блокер | 1.82          | 9. април 1995.    |
|               | Evdoxia Georgiadou           | Либеро        | 1.65          | 29. август 1995.  |

## Познати бивши тренери
- Апостолос Оикономоу
- Манолис Роумелиотис
- Јунус Окал

## Спонзорства
- Велики спонзор: Escape Car Rentals
- Званични произвођач спортске одеће: Макрон
- Званични спонзор: Меридиан Спорт
- Званични емитер: N/А